# Aubun
Die Rotweinsorte Aubun (Carignan de Bedoin, Carignan de Gigondas, Counoise (irrtümlich, da häufig mit der echten Counoise verwechselt), Grosse Rogettaz, Gueyne, Morescola oder Murescola (in Korsika), Moustardier oder Moutardier, Quenoise) stammt aus der Gegend um Gigondas und dem Mont Ventoux innerhalb des französischen Départements Vaucluse und ist im mediterranen Teil Frankreichs, an der südlichen Rhône, im Languedoc (AOC Cabardès) und in der Provence in einigen Appellationen zugelassen.
Aubun gehörte lange zu den 20 meistangebauten Rebsorten Frankreichs. Im Jahre 1979 waren noch knapp 6.000 Hektar damit bestockt, sie wird jedoch im Rahmen offizieller Rodungsprogramme zunehmend gerodet und kaum neu angepflanzt. Im Jahre 2007 gab es nur noch rund 720 Hektar, nachdem im Jahre 2002 noch 1.410 Hektar erhoben wurden.
Sie ist wegen ihrer wasserabweisenden, an der Triebspitze weißwolligen Blattbehaarung recht pilzresistent (Echter Mehltau und Falscher Mehltau, Rohfäule) und wegen des sehr späten Austriebs nicht spätfrostgefährdet. Die ertragreiche Sorte ähnelt der mit ihr verwandten roten Counoise. Der Wein ähnelt dem der Sorte Carignan, was sich auch in den Namen der Synonyme widerspiegelt. Aubun ist eine Varietät der Edlen Weinrebe (Vitis vinifera). Sie besitzt zwittrige Blüten und ist somit selbstfruchtend. Beim Weinbau wird der ökonomische Nachteil vermieden, keinen Ertrag liefernde, männliche Pflanzen anbauen zu müssen.
Außerhalb Frankreichs ist Aubun in geringem Maße in Australien und Kalifornien zu finden. Sie wurde dort von ehemaligen Auswanderern importiert. Der weltweite Rebbestand wird daher auf ca. 2.000 Hektar geschätzt.
In Frankreich sind die Klone 168 und 350 für den gewerblichen Anbau zugelassen.